# Дибутиловый эфир
Дибутиловый эфир (н-дибутиловый эфир) — органическое соединение, алифатический простой эфир н-бутилового спирта с химической формулой CH3(CH2)3-O-(CH2)3CH3. Бесцветная жидкость, почти нерастворимая в воде, менее летучая, чем диэтиловый эфир. Применяется как растворитель и как реактив в органическом синтезе.
Дибутиловыми эфирами также называют простые эфиры изомеров бутанола, к которым, помимо н-дибутилового эфира относятся диизобутиловый и ди-втор-бутиловый эфиры.

## Свойства
Имеет вид бесцветной жидкости. Молярная масса 130,22 г/моль. Плавится при −95,37 °C, кипит при 141,97 °C. Образует двойные азеотропные смеси с водой, бутанолом, тройные — с бутанолом и водой, с изобутанолом и водой. Оказывает раздражающее действие на глаза и слизистые оболочки носа и гортани.